# Juan Antonio González
Juan Antonio González Crespo (né le 27 mai 1972 à Montevideo en Uruguay) est un joueur de football international uruguayen.